# Buzuluk
Buzuluk (del ruso: Бузулук) es una ciudad del óblast de Oremburgo, en Rusia. Es el centro administrativo del raión homónimo. Situada en el sudoeste de los contrafuertes de los Urales, la ciudad es atravesada por los ríos Samara, Buzuluk y Domashka. Se encuentra a 246 km al noroeste de Oremburgo. La ciudad más cercana es Soróchinsk a unos 70 km.
A unos 15 km al norte de la localidad se encuentra el bosque de Buzuluk (Бузулукский бор), que abarca una extensión de unos 1000 km², declarada parque nacional en enero de 2008.

## Historia
En 1736 se construyó en la confluencia del Buzuluk y del Samara una fortaleza llamada Buzulúskaya (Бузулу́кская), cerca de la frontera meridional rusa de la época. Poco después sería trasladada al emplazamiento actual, cerca del manantial del Domashka. el topónimo tiene origen túrquico y existen varias versiones sobre su significado. Durante la rebelión de Pugachov fue tomada por los rebeldes. Buzuluk consiguió el estatus de ciudad en 1781, fue otorgado por Catalina la Grande.
El desarrollo de la ciudad se dio al abrirse la línea de ferrocarril entre Samara y Oremburgo en 1877. Fue conectada debido a la importancia de la región en cuant a la producción de cereal. Se construyeron en la ciudad una central eléctrica, escuelas, bibliotecas y otros servicios de infraestructura. Desde finales del siglo XIX a 1926, la población de la localidad prácticamente se duplicó.
Durante la Segunda Guerra Mundial, el Primer Batallón de Campo Checoslovaco, una unidad checoslovaca, tenía la localidad como base a partir de febrero de 1942. Esta unidad luchaba del lado del Ejército Rojo, una vez Checoslovaquia fue ocupada por los alemanes. Al mando de la unidad se encontraba el coronel Ludvík Svoboda. Tomó parte en la batalla de Sokolovo, en marzo de 1943.
Desde la década de 1960, la ciudad ha recibido otro empujón al desarrollo de su economía, al explotarse los yacimientos petrolíferos de la región.

## Demografía
| Gráfica de evolución de Buzuluk entre 1856 y 2020 |
|                                                   |

## Economía y transporte
Las principales actividades de la localidad se desarrollan alrededor de las actividades de extracción y a la refinación del petróleo.
Buzuluk se encuentra, como ya se ha dicho, en la línea de ferrocarril que une Samara y Oremburgo. Respecto al tráfico rodado, está en la autopista rusa M5 Ural.

## Personalidades
- Aleksandr Yegórov (1883-1939), mariscal de la Unión Soviética.
- Dmitri Dobroskok (*1984-), saltador.